# Пологи-Яненки
Пологи-Яненки — село в Україні, у Бориспільському районі Київської області. Населення становить 678 осіб. Входить до складу Циблівської сільської громади.

## Назва
Нинішня назва села походить від назви географічного розташування. Слово «пологи» у багатьох місцях Лівобережжя означає «степова западина», «поділ», «рівнинні луки й сінокоси». Яненка — одна з давніх назв річки Броварка, на березі якої розташоване село. З інших відомостей з'ясовується, що друга складова назви, ймовірно, пов'язана з іменем власника тутешніх земель — переяславського бургомістра Івана Яненка, який відписав жінці цей самий тоді ще хутір на Пологах. Назва села Пологи згадується в документі «Опис України» Гільйома Де-Боплана.

## Історія

Пам'ятник воїнам-односельцям, які загинули в роки Другої світової війни

Перші археологічні згадки про місцеві поселення припадають на II—IV ст., тобто період черняхівської культури. У той час тут існувало урочище Просяницьке — перше поселення на території сучасного села.
Про козацьке походження мешканців села свідчать історичні факти 20-літнього листування яненківських козаків із сенатом щодо законного визнання за ними права проживання на цій території та користування місцевими землями.
З 1779 року мало Миколаївську церкву.
Від 1917 року — у складі УНР (Української держави).
Від 1920 року окуповане Радянською Росією, встановлено комуністичний режим.
У 1922 році малі господарства села об'єдналися та створили товариство спільного обробітку землі. У 1929 році були створені перші два колгоспи «Незаможник» і «Грім», який згодом перейменували в колгосп імені Ульянова. У ці ж роки збудовано семирічну і дві початкові школи, акушерський пункт, дитячі ясла та клуб. Тоді у Пологах-Яненках проживало 1113 осіб, з них 50 осіб мали семирічну освіту.
В 1930 році в селі із населенням 4050 жителів, утворюються колгоспи імені Калініна та імені Молотова. В роки примусової колективізації розкуркулено 11 сімей.
Згідно з книгою «Голодовка 1932—1933 роки на Переяславщині», яку підготували й видали науковці Переяславського музею, кількість жертв голодомору в 1933 році у селі Пологи-Яненки становить 2000 осіб, з них поіменно встановлено 912 жителів. У пам'ять про них на сільському кладовищі встановлено дерев'яний хрест із написом: «Жертвам Голодомору 1932—1933 рр.».
Значних втрат зазнали яненківці і від жахливої німецької окупації, кількість загиблих в бойових діях у роки Другої світової війни налічує 190 осіб. В пам'ять воїнам, на території села Пологи-Яненки встановлено пам'ятний монумент.
У 70-х роках у місцевому радгоспі «15-річчя Жовтня», що мав статус державного племінного підприємства, для потреб усієї республіки розводили корів-сименталок, найкраще придатних для машинного доїння. Колектив держплемзаводу став ініціатором і переможцем Всесоюзного змагання тваринників. У 1995 році держплемзавод перейменовується на «Яненківський», а через п'ять років він змінив і форму власності — став відкритим акціонерним товариством з 25%-ю часткою державного майна.
Починаючи з 1943 року Полого-Яненківська сільська рада, окрім даного села, включала і території ще трьох навколишніх — Улянівки, Тарасівки та Світанку. Після адміністративного реформування у серпні 1994 року до її складу входять тільки Пологи-Яненки.
Основне багатство с. Пологи-Яненки — земля, яка і визначає економічний розвиток. родючі ґрунти, багаті на чорноземи, сприяють розвитку рільництва та хліборобства. Починаючи з 2010 року на території Полого-Яненківської сільської ради земельні ділянки (паї) орендують два господарства: ПАТ Племзавод «Яненківський» керівник Овчаренко Віктор Михайлович, фермерське господарство «Колосок» керівник Кузьменко Олександр Іванович. Основні напрямки спеціалізації підприємств сільськогосподарського виробництва — рослинництво.
Нині в селі функціонує дитячий навчальний заклад «Берегиня», діти шкільного віку здобувають освіти в Улянівському НВО «ЗОШ I—III ст.- ДНЗ».
У селі розміщений фельдшерсько-акушерський пункт.
У 1966 році введено в експлуатацію сільський Будинок культури. Сьогодні при Будинку культури функціонують любительські об'єднання, клуби за інтересами, творчі колективи, також діє бібліотека-філіал.
Коли на сході України розгорнулася війна з російським окупантом, на захист Батьківщини стали й яненківці: Олександр Катреча, Ігор Бицюра, Володимир Рубан та Юрій Герштун.

## Населення

### Мова
Розподіл населення за рідною мовою за даними перепису 2001 року:
| Мова       | Кількість | Відсоток |
| ---------- | --------- | -------- |
| українська | 675       | 99.56%   |
| російська  | 3         | 0.44%    |
| Усього     | 678       | 100%     |

## Символіка
Символами села Пологи-Яненки є герб, із зображенням лелеки, що символізує довголіття і добробут та двоколірний прапор: жовтий колір — символ хліборобства, зверху і з низу накриває блакитний колір, що означає мирне небо.

## Видатні люди
- Демиденко Єфросинія Панасівна — Герой Соціалістичної Праці, почала працювати тут у колгоспі.

### Уродженці
- Зражевський Андрій Іларіонович — український радянський ґрунтознавець і ентомолог, спеціаліст із ґрунтової фауни. Доктор біологічних наук, професор, завідувач відділу Інституту захисту рослин (Київ).
- Марченко Іван Лаврович — український радянський діяч, комбайнер державного племінного заводу «Колос» Переяслав-Хмельницького району Київської області. Депутат Верховної Ради УРСР 9-10-го скликань.